# Аниморфы
Это статья о книге. Об одноимённом сериале см. Аниморфы (сериал)
Анимо́рфы — серия книг, написанных Кэтрин Эпплгейт в 1996—2001 годах. В них рассказывается, как пятеро земных ребят и инопланетянин Акс, обладая способностью превращаться в животных, противостоят расе инопланетян-паразитов — йерков. В серии более 54 книг, также существует одноимённый телесериал и компьютерная игра.

## Книги
Название каждой книги составляет только одно слово. Рассказ ведётся от лица какого-либо одного героя всю книгу, но в последней книге у каждого героя есть главы.

### Вышедшие в России
1. Вторжение (рассказчик - Джейк)
2. Пришелец (рассказчик - Рэчел)
3. Столкновение (рассказчик - Тобиас)
4. Послание (рассказчик - Кэсси)
5. Хищник (рассказчик - Марко)
6. Пленник (рассказчик - Джейк)
7. Незнакомец (рассказчик - Рэчел)
8. Чужой (рассказчик - Акс)
9. Секрет (рассказчик - Кэсси)
10. Андроид (рассказчик - Марко)
11. Забвение (рассказчик - Джейк)
12. Аллергия (рассказчик - Рэчел)
13. Выбор (рассказчик - Тобиас)
14. Разведка (рассказчик - Кэсси)
15. Тайна

### Переведённые, но не опубликованные в России
19. Уход

### Переведённые неофициально
20. The Discovery
21. The Threat
22. The Solution
23. The Hork-Bajir Chronicles
24: The Suspicion
25: The Extreme
26: The Attack
27: The Exposed
28: The Experiment
29: The Sickness
30: The Reunion
31: The Conspiracy
32: The Separation
33: The Illusion
34: The Prophecy
35: The Proposal
36: The Mutation

### Непереведённые
37: The Weakness
38: The Arrival
39: The Hidden
40: The Other
41: The Familiar
42: The Journey
43: The Test
44: The Unexpected
45: The Revelation
46: The Deception
47: The Resistance
48: The Return
49: The Diversion
50: The Ultimate
51: The Absolute
52: The Sacrifice
53: The Answer
54: The Beginning

После 54 книги серия разветвляется на следующие 20 (и более) томов.

## Герои

### Джейк Беренсон
Лидер Аниморфов. Лучший друг Марко. Любит Кэсси. У него есть брат Том, который в большинстве книг является контроллером.

#### Морфы
- Медведь Гризли
- Волк
- Скунс
- Муравьед
- Золотистый ретривер
- Зелёная ящерица
- Термит
- Рогатая сова
- Сибирский тигр
- Сапсан
- Блоха
- Волк
- Форель
- Дельфин
- Чайка
- Устрица
- Муравей
- Таракан
- Комнатная муха
- и прочие.

### Рэчел
Двоюродная сестра Джейка, самая спортивная из ребят, блондинка и гимнастка. Лучшая подруга Кэсси. Имеет кличку "Зена" из-за боевого характера.

### Марко
Лучший друг Джейка, мулат. Именно он придумал группировке название «Аниморфы». Его мать считалась погибшей, пока не выяснилось, что она - контроллер.

### Кэсси
Лучшая подруга Рэчел и девушка Джейка. Больше всех проводит времени на ферме с животными, так как её родители — ветеринары. От её животных они берут большую часть ДНК. 

### Тобиас
Светловолосый очкастый ботаник, которого вечно гнобили в школе. Попал в отряд аниморфов случайно, поскольку в день получения способностей находился рядом с ними.
В конце первой книги из-за проклятия аниморфинга (если покинуть свой реальный облик на два часа или больше, то останешься в теле животного навсегда) становится краснохвостым канюком. Влюблен Рейчел. К середине серии выясняется, что он является сыном инопланетянина Эльфангора, в первой книге передавшего перед смертью свои способности ребятам. Лучший друг Акса, с которым сошлись по причине нечеловеческого тела.

### Акс (Аксимили-Эсгаррут-Истхилл)
Инопланетянин-андалит, младший брат Эльфангора. Присоединяется к аниморфам в 4 книге. Открывает ребятам новую возможность — превращаться не только в животных, но и в инопланетян и в некоторых людей.

### Дэвид
Присоединился к Аниморфам в двадцатой книге. Сын агента национальной безопасности. Нашел Эскафул на стройке, чем привлек внимание Виссера Третьего. После боя потерял родителей (они стали контроллерами) и присоединился к Аниморфам. После предательства Аниморфов, был оставлен ими в виде ноолита (мыши).

### Виссер Третий
Один из главных йерков, захвативший тело андалита. Представляет наибольшую опасность, поскольку с захватом андалитского тела заполучил также и способность к превращениям, за счёт чего стал ещё более грозен и почти неуязвим. Стоит заметить, он не единственный Виссер. Вообще йерки имеют не имена, а скорее наименования — есть классовые подразновидности вроде Виссеров, Инисов и прочее… А далее в имени присутствуют цифры — номера, обозначающие место в иерархии.
Хотя в русском переводе этот персонаж обозначен как Виссер Третий, фактически, его имя должно звучать как Виссер-Три так как в оригинале он обозначен как англ. Visser Three, а не англ. Visser the Third.

### Эльфангор
Первый встреченный героями андалит, перед смертью передавший ребятам способность превращаться в животных.

## Расы пришельцев

### Андалиты
Мирные инопланетяне, которых атакуют йерки. Похожи на голубых оленей без ртов. Изобрели аниморфинг. Ведут борьбу с йерками, которым из-за жалости дали технологии для космического полёта.

### Йерки
Паразиты инопланетного происхождения — слизни, наделённые разумом, вселяющиеся в тела разумных существ посредством проникновения в них через уши. Через примерно каждые три дня йеркам надо бывать в бассейне с некой жидкостью, под лучами, имитирующими лучи солнца их родной планеты, а захваченных людей (так называемых «контроллеров») оставляют в клетках на время питания, чтобы не дать им сбежать и распространить информацию о захвате планеты… В противном случае сбежавшим грозит смерть… От рук порабощённых йерками созданий.
Йерки — наказание и проклятие многих космических миров. В просторах космоса ведётся жестокая борьба против них, ибо они некогда из-за одной простой ошибки заполучили тела, а с ними и дееспособность, и, продолжили своё существование выйдя из родных болот и приобретя несколько другой ареал, и стали страшными паразитами, склонными вести войны за свои новые оболочки…

### Хорк-баширцы
Грозные с виду существа с далёкой планеты. Похожи на двуногих рептилий, ростом около трёх метров. Имеют на передних и задних ногах острые роговые выросты, похожие на кривые кинжалы. К войне мало предрасположены, но, в силу своих хороших физических данных были некогда порабощены йерками для служения им. Они хорошие бойцы. Хотя на своей родной планете они практически не воюют.

### Тэксонцы
Инопланетяне, также уродливые, настолько широкие, что их невозможно обхватить человеку. Помогают йеркам добровольно.
Похожи на гигантских многоножек.

### Пемалиты
Инопланетяне, от которых произошли собаки. Они были созданы Эллимистом и уничтожены за несколько тысяч лет до начала событий книг, но позже появились андроиды-пемалиты, также известные как Чи, которые поселились на Земле

### Гедды
Инопланетяне-телепаты. Выглядят как большие лягушки. Живут под водой.

### Скрит На
Не принадлежат ни к империи Йорков, ни к Андалитским союзникам. Барахольщики, иногда похищают другие расы.

## Игрушки
С 1999 года в Америке продаются трансформирующиеся игрушки-Аниморфы. Такая же игрушка есть с Виссером Третьим.